# Міністерство оборони Республіки Білорусь

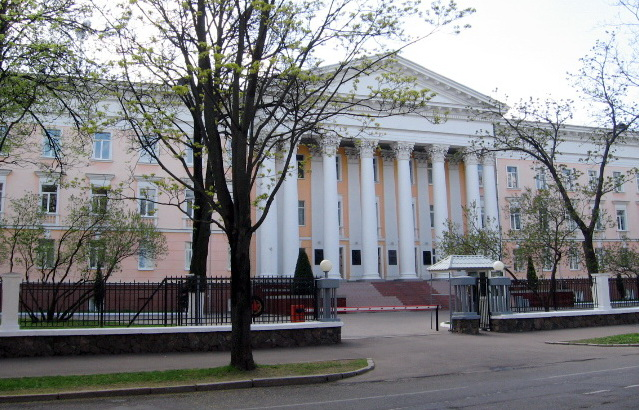
Міністерство оборони Республіки Білорусь

Емблема міністерства

Міністерство оборони Республіки Білорусь (біл. Міністэрства абароны Рэспублікі Беларусь) — відомство уряду Білорусі, уповноважене керувати збройними силами. Міністр оборони та його заступники призначаються і знімаються з посад президентом. Міністр входить до складу Ради безпеки Республіки Білорусь. З 20 січня 2020 року займає посаду міністра Віктор Хренін.
Склад колегії міністерства за участю міністра, його 4 заступників, державний секретар Ради безпеки Республіки Білорусь та керуючими видами збройних сил також схвалюється президентом. Засідання колегії проводяться раз на два місяці і мають кворум при наявності половини членів. Рішення схвалюються більшістю голосів присутніх.

## Склад
Центральний апарат складається з 5 головних управлінь, 2 управлінь, одного департаменту, агентства та генерального штабу.

## Служба
Громадяни чоловічої статі у віці до 27 років проходять військову службу протягом 18 місяців в обов'язковому порядку, а при наявності вищої освіти — протягом року. Найм на військову службу здійснюється з числа повнолітніх громадян, в тому числі жіночої статі з 19 років, в віці до 35 років на посади солдатів і матросів, сержантів і старшин, прапорщиків і мічманів, а на посади офіцерів — до 30 років. Граничний вік перебування на службі для солдатів і матросів, сержантів і старшин, прапорщиків і мічманів, молодших і старших офіцерів, крім полковників (капітанів 1-го рангу), становить 45 років, для полковників (капітанів 1 рангу) — 50 років, генерал-лейтенант, генерал-майорів — 55 років, а для генерал-полковників — 60 років. Залишитися на службі більше граничного віку у званні до підполковника (капітана 2-го рангу) дозволяється рішеннями колегії міністерства, а військовим у званні полковника (капітана 1-го рангу) і вище — рішенням президента.

## Історія
У грудні 1991 року першим міністром у справах оборони Білорусі призначили генерал-полковника Петра Чавуса. Однак тільки 20 березня 1992 року уряд схвалив Постанову про створення збройних сил Республіки Білорусь. У листопаді 1992 року Верховна Рада ухвалила Закони «Про оборону», «Про загальний військовий обов'язок і військову службу» і «Про статус військовослужбовців», а
6 грудня 1992 року — військову доктрину, переухвалену 16 липня 2016 р..
У 2022 році на тлі вторгнення Росії в Україну Міністерство оборони Білорусі було включено до списків санкцій Євросоюзу, США, Швейцарії, Японії та України. У серпні 2023 року до санкцій приєдналася Канада.